# ダンモア (ペンシルベニア州)
ダンモア（英: Dunmore）は、アメリカ合衆国ペンシルベニア州のラッカワナ郡にある町（ボロ）。人口は1万4042人（2020年）。郡庁所在地のスクラントンに隣接している。
ダンモアは1835年に入植され、1862年に法人化された。莫大な無煙炭、レンガ、石材、絹製造といった産業によって急速に成長した。
ダンモアにはダンモア高校、ホリークロス高校（元はビショップ・オハラ高校と呼ばれた）、セントメアリーズ・カーメル小学校などの学校がある。

## 歴史
ダンモアは元々のプロビデンス・タウンシップから派生した多くの村の1つである。1754年にインディアンから土地を購入し、1783年夏までデラウェア川とサスケハナ川の間にある荒野で自分の土地を求めた開拓者にとっては辺鄙な場所だった。
当時、靴製造を行っていたウィリアム・アルスワースが前年に家を建てる場所を選定する目的でワイオミングにあるコネチカット保留地を訪れており、現在ダンモアがある場所にあった森の中で、宿営して焚き火を付けた。重い荷物を持って旅して来る移民を迎え入れるために多くの休息場所を必要としたので、アルスワースはこの地点を居所に定めた。その開墾した土地から見える範囲では長年、鹿やクマが豊富にいた。家族は鹿やクマの肉を得られるというアルスワースのライフル銃を信用することはなかった。
アルスワースの家は、その乾いたジョークや親切な言葉であらゆる人々の疲れを癒すものとなり、移民や徒歩旅行者の興味と注意を惹く共通の地点となった。アルスワースの子孫は郡内の多くの場所を信頼と有益さで満たし、社会生活の様々な面を飾った。1795年夏、チャールズ・ドルフ、ジョン・キャリー、ジョン・ウェストがバックタウンやコーナーズの地区で土地を開墾し耕す労働力となり、この場所はブレイクリーからローリング・ブルックまで、アルスワースでワイオミング道路を横切って開かれた最初の歩道にちなんで呼ばれていた。
エドワード・ランドン、アイザック・ドルフ、ジェイムズ・ブラウン、フィリップ・スワーツ、リーバイ・ド・ピュイが1799年から1805年の間に州の土地を購入し、この場所をプロビデンス・タウンシップの中に入れた。古い酒場はその丸く揺れる標識と低層のバーと共に消えてしまってから久しいが、昔、その角の1つはバーから屋根まで伸びる長い松の柵で補強され、ウィリアム・アルスワース、フィリップ・スワーツ、アイザック・ドルフ、ヘンリー・W・ドリンカー、サミュエル・ド・ピュイが次々と所有していた。
ダンモアの概観は1813年時点で農業で大いに発展する見込みがあり、オーロ・ハムリン博士とその妻が、アレンワースの1マイル (1.6 km) 北に入るように勧められた。ハムリンがプロビデンスでは初の医者および外科医だった。ダンモアとブレイクリーの人口が急増していき、1820年には村の半マイル (800 m) 南にあるローリング・ブルック沿いにスティーブン・トリップが製材所と製粉所を建てた。
1820年にはドリンカー・ターンパイクの管轄下にコーナーズに店舗が開店されたが、村には4軒しか家がなく、存続するのがやっとの状況だったが、1847年から1848年にペンシルベニア石炭会社が、不毛の牧草地を活発な町に変え、生活のあらゆる面で多様化させた。
1875年までにプロビデンス・タウンシップが解体されて幾つかの小さなボロや町に分割された。ダンモアもその1つだった。今日のサンモアはスクラントン市に接するボロである。
ダンモアという名前はスコットランドのファルカーク地域にあるダンモア・パークから採られた。建物のダンモア・パイナップルのある場所である。

## 地理
ダンモアは北緯41度25分3秒 西経75度37分28秒 / 北緯41.41750度 西経75.62444度 (41.417530, -75.624432)に位置している。
アメリカ合衆国国勢調査局に拠れば、領域全面積は9平方マイル (23 km2) であり、このうち陸地8.9平方マイル (23 km2)、水域は0.1平方マイル (0.26 km2)で水域率は1.11%である。
ローリング・ブルックがダンモアの南東部から西に転じてネイ・オーグ・ゴージを通り、スクラントンにラッカワナ川に注いでいる。町の南東部はムーシック山であり、それを谷が削り、州間高速道路84号線/同380号線がそこを通って州間高速道路81号線やアメリカ国道6号線とのスパゲッティ・インターチェンジに向かう。ラッカワナ鉄道もネイ・オーグ・ゴージを通ってスクラントンに入り、ポコノスと北ニュージャージーに向かう。
州間高速道路81号線はダンモアでペンシルベニア州道347号線とのインターチェンジもある。ダンモアの大部分はローリング・ブルックに排水されるが、西部の一部はメドウ・ブルックからラッカワナ川に排水される。

## 人口動態
以下は2010年国勢調査による人口統計データである。
| 基礎データ - 人口: 14,057 人 - 世帯数: 5,999 世帯 - 家族数: 3,388 家族 - 人口密度: 610人/km2（1,579.4 人/mi2） - 住居数: 6,530 軒 - 住居密度: 286.6軒/km2（733.7 軒/mi2） 人種別人口構成 - 白人: 95.2% - アフリカン・アメリカン: 1.1% - ネイティブ・アメリカン: 0.05% - アジア人: 1.8% - 太平洋諸島系: 0.05% - その他の人種: 0.8% - 混血: 1% - ヒスパニック・ラテン系: 2.3% 年齢別人口構成 - 18歳未満: 17.9% - 18-64歳: 62.1% - 65歳以上: 20% - 年齢の中央値: 42歳 | 世帯と家族（対世帯数） - 18歳未満の子供がいる: 22% - 結婚・同居している夫婦: 40.6% - 未婚・離婚・死別女性が世帯主: 11.5% - 非家族世帯: 43.5% - 単身世帯: 37.9% - 65歳以上の老人1人暮らし: 16% - 平均構成人数 - 世帯: 2.18人 - 家族: 2.93人 収入と家計 - 収入の中央値 - 世帯: 33,280米ドル - 家族: 43,354米ドル - 性別 - 男性: 32,855米ドル - 女性: 24,167米ドル - 人口1人あたり収入: 19,851米ドル - 貧困線以下 - 対人口: 10.5% - 対家族数: 6.7% - 18歳未満: 11.1% - 65歳以上: 11.8% |

## 経済
ガーとルード・ホーク・チョコレートがダンモアを拠点にしている。ゴロ・フットウェアは1957年まで最初の製造とデザインの施設をダンモアに保持していた。

## 著名な出身者
- ネスター・チャイラク、メジャーリーグベースボールの審判を25年間務めた。1999年、アメリカ野球殿堂入りに選ばれた8人の審判の1人となった。第二次世界大戦のバルジの戦いに参戦し、その勇敢さでパープルハート章とシルバースターを受けた。1982年没